# 御宿至
御宿 至（みしく いたる、1949年生まれ）は、静岡県富士宮市出身の彫刻家。イタリアを中心に活動している。
イタリア国立美術アカデミー彫刻科(エミリオ・グレコ教室)卒業（1977）。

## 略歴
- 1949年 静岡県富士宮市に生まれる。
- 静岡県立静岡東高等学校卒業。
- 1992年 “日本・イタリア新世代”展、イタリア国立ローマ近代美術館(Roma)
  - ローマ日本文化会館（日本文化交流基金）(Roma)
- 1993年 “分解と化合”展、スポレート市立美術館（アカーニ、アローニ宮）(Spoleto)
- 1994年 個展“第5回ヌーベルヴァンテ、御宿 至彫刻展”フジタヴァンテミュウジアム（東京）
  - “フェスティバル二つの世界”展、スポレート現代美術館(Spoleto)
- 1997年 “ローマ現代美術選抜展”ローマ市立現代美術館(Roma)
- 2001年 “彫刻によるヨーロッパでの出会い”展、モントーバン文化センター(Montauban)フランス
- 2002年 個展“「彫刻－折り」御宿 至彫刻”展 Aunkan Galeri (Barcelona)スペイン
- 2003年 個展“自然と喚起と”展 プラスマイナスギャラリー（東京）
  - 朝日新聞「俳壇・歌壇」挿絵掲載（5〜9月）
- 2004年 個展“再生”展 ローマ大学所属現代美術実験美術館(Roma)
- 2005年 個展“結界”スポレート現代美術館(Spoleto)
- 2008年 “彫刻家からの贈り物”展 箱根彫刻の森美術館AOMギャラリー（箱根）神奈川
- 2009年 “105人の時間展”＜財団法人静岡県文化財団主催＞ グランシップ（静岡）

- 2009年 個展“風を聴く”富士山環境交流プラザ（富士宮）
- 2010年　「新宿イ－ストサイド」（三菱地所、三井住友建設）彫刻指名コンペ入賞　(東京）
- 2012年　‟Spoleto 55°Festival dei Due Mondi"(第55回フェスティバルふたつの世界）展（Spoleto)
- 2013年　‟Giuseppe D' Atanssio 2013"賞展　～アートとの共鳴～Albornoz Palace Hotel (Spoleto)　イタリア
- 2016年　個展“根源の旅”ボタニカアートスペース（静岡）
- 2018年　個展　‟風儀（てぶり）”オリエアートギャラリー（東京）
- 2019年　個展　"Something Great～記憶の風景～"（めぐるりアート+　2019年度前期展示） GRANSHIP（静岡）
- 2019年　"めぐるりアート静岡2019”　東静岡アート＆スポーツ/ヒロバ　（静岡）
- 2020年　「第16回　KAJIMA彫刻コンクール入選作品展」　鹿島KIビル・アトリウム　（東京）
- 2020年　「Art Award IN THE CUBE 2020」　～記憶のゆくえ～　岐阜県美術館（岐阜）
- 2021年　個展　"風の言葉" Parole del vento " ～コロナ禍の中で～　駿府博物館　＜主催　静岡新聞社　静岡放送＞　（静岡）

## 主な公共スペース
- 1991年 「対話」マリーノ市立公園－マリーノ（伊）
- 1994年 「記憶の風景」アクトシティ浜松－浜松
- 1997年 「記憶の風景－C」クレディア本社ビル－静岡
- 2002年 「無題」スポレート現代美術館－スポレート
- 2005年 「記憶の風景」ARTE Hotel－ペルージャ（伊）
- 2006年 「CLEA no Wa」日本クレア（株）富士宮研究所－富士宮
  - 「RONDO’」Albornoz Palace Hotel－スポレート（伊）
- 2007年 「Ishi no Hana」レーベンスクエア川口（川口）－埼玉
  - 「風と光の詩－A」日本通運（株）本社ビル（汐留）－東京
- 2009年 「Wa」富士山環境交流プラザ－富士宮
- 2010年 「伸びるカタチ」レーベン・ハイム鎌倉－鎌倉
- 2012年 「再生」新宿イーストサイド（新宿）－東京
- 2013年 「Wa」静岡県立静岡東高等学校（静岡）－静岡
- 2014年 「風の扉」静岡銀行本社ビル（静岡）－静岡
- 2015年 「記憶の風景-Ｃ」静岡市民文化会館（静岡）－静岡
- 2017年 「Wa」ブリリアタワーズ目黒ノースレジデンス（目黒）－東京
- 2019年 「Infinito」飯田工業薬品（株）（富士）－静岡
- 2019年　「Nuvola（雲）－A」山清倉庫（株）（富士）－静岡
- 2019年　「Nuvola-K」久香園、九州電工（別府）－大分